# Zosin (Grande-Pologne)
Pour les articles homonymes, voir Zosin.
Zosin est une localité polonaise de la gmina et du powiat de Kępno en voïvodie de Grande-Pologne.